# Варденис
Варденис (на арменски: Վարդենիս) е град, разположен в провинция Гегаркуник, Армения. Населението му през 2011 година е 12 685 души.

## Население
- 1990 – 13 905 души
- 2001 – 11 465 души
- 2011 – 12 685 души